# Dave Askew
David Stephen „Dave“ Askew (* 3. April 1963 in Redhill) ist ein ehemaliger englischer Dartspieler, der sowohl bei der British Darts Organisation (BDO), als auch bei der Professional Darts Corporation (PDC) aktiv war.

## Karriere

### BDO
Askew trat erstmals bei den Denmark Open 1988 in Erscheinung, als er im Finale Cliff Lazarenko mit 6:0 in den Sätzen besiegte. Im selben Jahr erreichte er das Finale der Swedish Open, verlor jedoch gegen Simon Duke. 1989 gewann Askew dann die French Open und gewann seinen ersten Titel im Fernsehen, indem er Steve Smith im Finale des Cockney Classic besiegte. Askew erreichte später das Achtelfinale des World Masters 1992 und scheiterte nur knapp daran, sich erstmals für die BDO-Weltmeisterschaft zu qualifizieren. Im Jahr 1993 zeigte Askew gute Form und erreichte das Finale der BDO British Open, wo er gegen Dennis Priestley verlor. Anschließend gelang ihm während des Sky Darts Masters sein höchster aufgezeichneter Average von 104,20 Punkten. Bei dem bei Sky Sports übertragenen Turnier erreichte er das Finale und verlor dort gegen den Engländer Scott Coleman. Diese guten Ergebnisse sicherten Askew letztlich einen Platz bei der BDO-Weltmeisterschaft 1994. Hier verlor er jedoch zum Auftakt gegen Ian Sarfas. Bei der Auflage von 1995 kam er nach einem 0:2-Rückstand gegen den an Nummer eins gesetzten Steve Beaton noch einmal zurück, war dann jedoch im Achtelfinale gegen Raymond van Barneveld unterlegen, der später den Titel gewann. Im selben Jahr bezwang Askew Martin Adams und Ronnie Baxter beim British Matchplay, verlor jedoch gegen Andy Fordham im Finale. Askew repräsentierte sein Heimatland bei den British Internationals. Er spielte hierbei zehn Matches und gewann acht davon. Fünf Mal konnte er mit England den Titel gewinnen. Auch bei dem WDF World Cup vertrat er sein Land und gewann den Titel 1993 zusammen mit Steve Beaton, Ronnie Baxter und Kevin Kenny. Im Finale schlugen sie Wales 9:3. Obwohl er Raymond van Barneveld beim World Masters 1998 schlug und das Halbfinale der BDO British Open erreichte, wurde es in den folgenden Jahren ruhiger um Askew.

### PDC
Askew entschied sich dann im Jahr 2000 zur PDC zu wechseln und konnte schnell Erfolge verzeichnen. So erreichte er etwa das Finale der German Open im März 2000, das er gegen Shayne Burgess verlor und unterlag später nur knapp im Finale des Golden Harvest North American Cup gegen Phil Taylor. Im September 2000 gewann er schließlich die Windy City Open. Bei der PDC-Weltmeisterschaft 2001 war er somit an Nummer acht gesetzt. Hierbei konnte er überzeugen, kam bis ins Halbfinale und spielte sogar beinah ein Nine dart finish. Kurz danach unterlag er Denis Ovens im Finale des Irish Masters. 2002 erreichte er nach Siegen über Chris Mason, Roland Scholten und Dennis Priestley ein weiteres Halbfinale bei der Weltmeisterschaft. Beim Irish Masters ging es dieses Mal ebenfalls bis ins Halbfinale.
In den folgenden Jahren war Askew einer der konstantesten Spieler bei den PDC Floor Events, sodass er sich bis 2005 in den Top 16 der Order of Merit hielt. Allerdings gelang es ihm nicht, seine guten Leistungen bei den Major-Turnieren zu bestätigen. 2007 musste Askew das Viertelfinale der Weltmeisterschaft erreichen, um in den Top 32 der Weltrangliste zu bleiben. Askew zeigte gute Leistungen bei dem Turnier, musste sich aber knapp im Achtelfinale gegen Alan Tabern geschlagen geben. Es gelang ihm jedoch wenig später in die Top 32 zurückzukehren. Seine Leistungen 2007 brachten ihm eine weitere Weltmeisterschaftsteilnahme ein, bei der er trotz guter Leistung gegen den jungen Adrian Lewis verlor. Trotz eines Nine dart finish auf der PDC Pro Tour verpasste Askew knapp die Qualifikation für das World Matchplay 2008. Im Qualifikationsturnier fehlte ihm letztlich nur ein Leg gegen Michael Barnard, ⁣⁣ um sich zu qualifizieren. Zunehmend ging Askew in der Folge die Konstanz verloren, sodass er nur noch bei wenigen großen Turnieren dabei war. Nach den UK Open 2009 im Juni spielte Askew bis Februar 2010 kein Spiel mehr bei der PDC. Seine schwache Form und die vielen ausgelassenen Turniere führten letztlich zum Ende seiner PDC-Karriere. Askew versuchte sich 2020 letztmals bei der PDC Q-School.

## Weltmeisterschaftsresultate

### BDO
- 1994: 1. Runde (0:3-Niederlage gegen  Ian Sarfas) (Sätze)
- 1995: Achtelfinale (0:3-Niederlage gegen  Raymond van Barneveld)

### PDC
- 2001: Halbfinale (0:6-Niederlage gegen  Phil Taylor)
- 2002: Halbfinale (0:6-Niederlage gegen  Phil Taylor)
- 2003: Achtelfinale (0:5-Niederlage gegen  Roland Scholten)
- 2004: 3. Runde (3:4-Niederlage gegen  Keith Deller)
- 2005: 3. Runde (3:4-Niederlage gegen  Chris Mason)
- 2006: 1. Runde (0:3-Niederlage gegen  Gerry Convery)
- 2007: Achtelfinale (3:4-Niederlage gegen  Alan Tabern)
- 2008: 1. Runde (1:3-Niederlage gegen  Adrian Lewis)

## Titel

### BDO/WDF
- WDF World Cup - Sieger des Mannschaftswettbewerbs: 1993 (mit Steve Beaton, Ronnie Baxter und Kevin Kenny)
- Denmark Open Sieger: 1988
- French Open Sieger: 1989

### Sonstige
- British Internationals Sieger: 1992, 1993, 1994, 1995, 2002 (im Team für England)
- Windy City Open Sieger: 2000
- Cockney Classic Sieger: 1989
- Scandinavian Open Sieger: 2002